# Brascos
Brascos, también conocido como Paraschos, es un ex-futbolista egipcio, que también poseía la nacionalidad griega. Se desempeñaba como portero.

## Carrera como jugador
Jugó 12 temporadas en el Olympic El Qanah FC. Desde la 1955-56, hasta la 1966-67.

## Selección nacional
Brascos fue el portero titular de la selección nacional de Egipto que ganó la primera Copa Africana de Naciones de fútbol de la historia, jugando los 2 partidos de su combinado y recibiendo sólo 1 gol.

### Participaciones internacionales
| Año                            | Sede  | Resultado |
| ------------------------------ | ----- | --------- |
| Copa Africana de Naciones 1957 | Sudán | Campeón   |

## Clubes
| Club                | País   | Año       |
| ------------------- | ------ | --------- |
| Olympic El Qanah FC | Egipto | 1955-1967 |

## Palmarés

### Copas internacionales
| Título                    | Equipo | País  | Año  |
| ------------------------- | ------ | ----- | ---- |
| Copa Africana de Naciones | Egipto | Sudán | 1957 |